# Ikeja

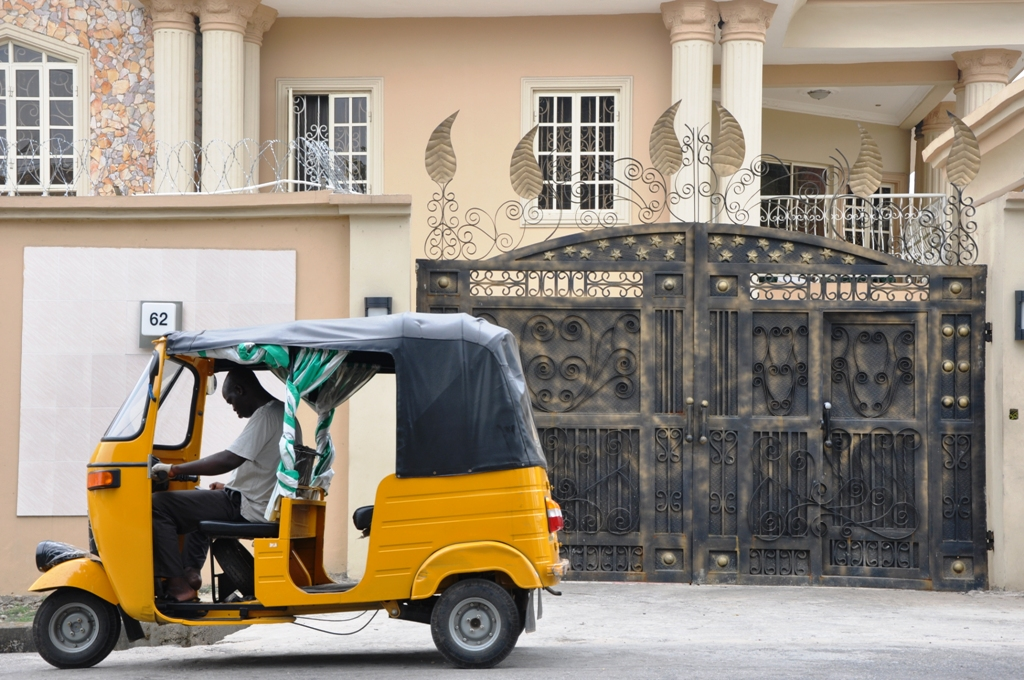
Keke in Ikeja

Ikeja is een stad in Nigeria en is de hoofdplaats van de staat Lagos. Ikeja maakt deel uit van de agglomeratie van de Nigeriaanse stad Lagos. De stad heeft naar schatting 977.000 inwoners.